# Happy Birthday (GOING UNDER GROUNDの曲)
「Happy Birthday」（ハッピー・バースデイ）は、GOING UNDER GROUNDのシングル。ビクターエンタテインメントのレーベルHAPPYHOUSEより2006年2月1日発売。

## 概要
メジャーデビュー後13枚目（通算16枚目）のシングルである。
初回限定盤はCD-EXTRA仕様で、2005年7月3日に行われた日比谷野外音楽堂でのライブから「STAND BY ME」「トワイライト」の2曲の映像が収録されている。

## 収録曲
1. Happy Birthday
（作詞・作曲：松本素生）
2. カーボーイ
（作詞・作曲：松本素生）

## 収録アルバム
Happy Birthday
- TUTTI
- COMPLETE SINGLE COLLECTION 1998-2008

カーボーイ
- THE BOX - B-SIDE COLLECTIONに収録。